# Eric Priest
Eric Priest, FRSE, FRS, (Birmingham, 7 de novembro de 1943) é um matemático e astrônomo britânico.

## Publicações selecionadas
- Priest, E.R. (1982) Solar Magnetohydrodynamics, D. Reidel, Holland
- Priest, E.R. and Forbes, T.G. (2000) Magnetic Reconnection: MHD Theory and Applications, Cambridge University Press, Cambridge.
- Priest, E.R., Heyvaerts, J.F. and Title, A.M. (2002) ‘A Flux Tube Tectonics Model for solar coronal heating driven by the magnetic carpet’, Astrophys. J., 576, 533-551
- Priest, E.R. and Forbes, T.G. (2002) ‘The magnetic nature of solar flares’, Astron. and Astrophys. Rev. 10, 313-377
- Priest, E.R. (2006) ‘Creativity in science’, Proc. Conf. on Creativity and Imagination (ed. T Hart)
- Priest, E.R. (2006) ‘Our enigmatic Sun’, Recent Advances in Astronomy and Astrophysics (ed N. Solomos) American Institute of Physics, Melville USA.